# Colbert (1956)

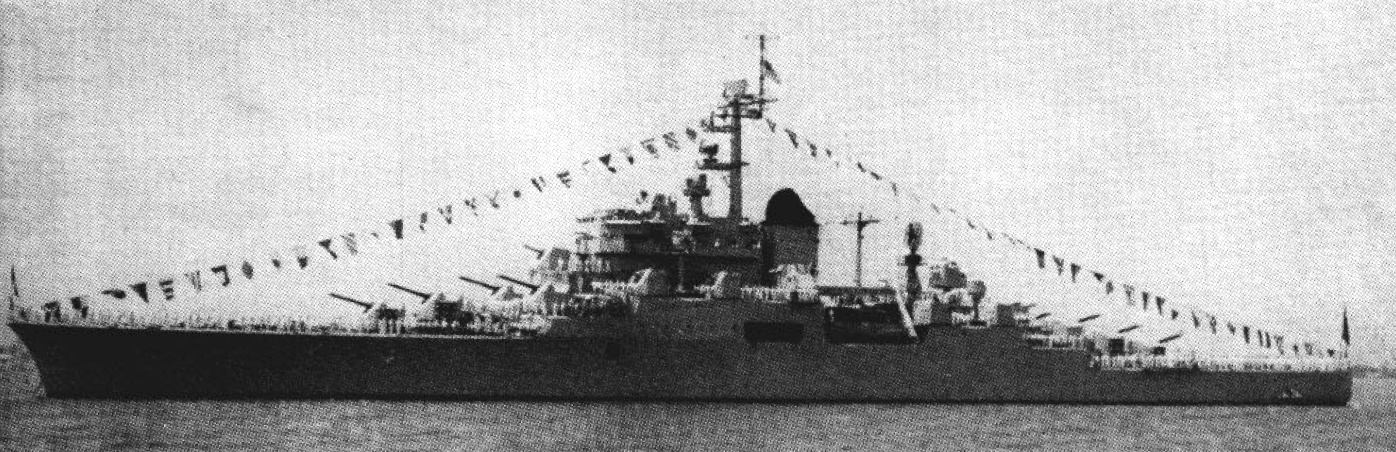
Krążownik „De Grasse” (C610) w Hampton Roads (VA, USA), 26 czerwca 1957 r.

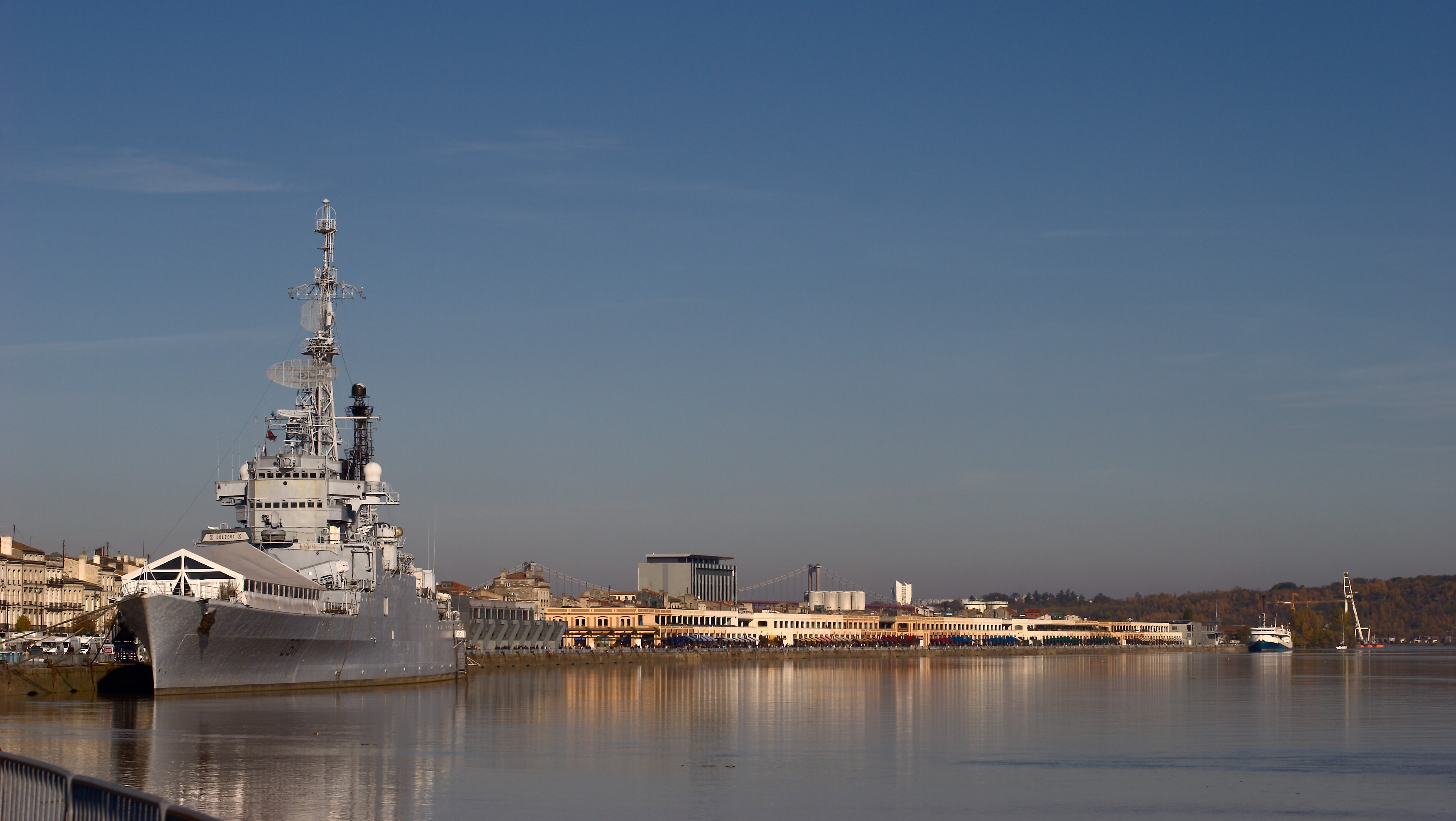
„Colbert” jako okręt-muzeum (pokład dziobowy jest nakryty brezentowym dachem)

Colbert (C611) – francuski krążownik przeciwlotniczy z okresu powojennego, następnie krążownik rakietowy, szósty okręt o tej nazwie. Służył w Marine nationale od 1951 do 1991 roku, od 1973 roku jako krążownik rakietowy. Stanowił pojedynczy okręt swojego typu. Po wycofaniu ze służby, w latach 1993–2006 pełnił rolę okrętu-muzeum w Bordeaux, ostatecznie złomowany.

## Historia
„Colbert” był drugim i ostatnim klasycznym krążownikiem zbudowanym we Francji po wojnie, po krążowniku „De Grasse”, którego budowę rozpoczęto jeszcze przed wojną. Po wojnie, z której Francja wyszła ze zniszczoną ponad połową floty, zdecydowano ukończyć „De Grasse” jako krążownik przeciwlotniczy, z silnym uniwersalnym uzbrojeniem artyleryjskim. Jeszcze przed jego wejściem do służby (w 1956 roku), w 1953 roku marynarka francuska Marine nationale zamówiła drugi krążownik przeciwlotniczy, tym razem zbudowany od nowa. Jego projekt oparty był na zmodyfikowanym i unowocześnionym projekcie „De Grasse”, takie samo było też uzbrojenie okrętów (16 dział uniwersalnych 127 mm w 8 wieżach i 20 dział przeciwlotniczych 57 mm w 10 wieżach). Projekt początkowo oznaczony był jako C53.
Stępkę pod budowę okrętu położono w Arsenale (stoczni marynarki) w Breście 9 czerwca 1954, wodowanie okrętu nastąpiło 24 marca 1956 roku. W grudniu 1957 rozpoczęto próby morskie. Okręt otrzymał nazwę „Colbert” na cześć Jean-Baptiste Colberta, jako szósty w marynarce francuskiej, oraz znak taktyczny C611.
Oba francuskie krążowniki przeciwlotnicze miały dość nietypową architekturę i rozmieszczenie artylerii, na skutek czego wyglądały początkowo jak „naszpikowane” lufami: jedna wieża dwudziałowa 127 mm na pokładzie dziobowym, za nią druga na niewielkiej podstawie, po czym dwie wieże 127 mm rozmieszczone po obu burtach na nadbudówce dziobowej, a za nimi na kolejnym poziomie nadbudówki trzy wieże dział 57 mm w linii poprzecznej kadłuba (centralna wysunięta nieco do przodu). Za nimi była bryła nadbudówki dziobowej z mostkiem, umieszczona prawie centralnie na śródokręciu, tworząca zwartą grupę ze znajdującymi się za nią dwoma masztami i kominem. Po jej bokach, na burtach znajdowały się po trzy wieże dział 57 mm. Za kominem i platformą z dalmierzami znajdowała się wieża dział 57 mm, a za nią niżej, dwie wieże dział 127 mm po obu burtach i dalej dwie w linii podłużnej okrętu, w symetrycznym układzie, jak na dziobie. Na śródokręciu burty były podniesione i gładkie i stanowiły boczne ściany dolnego i środkowego piętra nadbudówek.

## Służba i modernizacje
„Colbert” wszedł do służby 5 maja 1959 roku i bazował w Tulonie. Był okrętem flagowym Eskadry, przemianowanej 15 września 1965 na Eskadrę Śródziemnomorską. W 1964 na pokładzie „Colberta” Charles de Gaulle udał się w podróż do Chile, a w lipcu 1967 do Kanady (podczas tej wizyty poparł aspiracje niepodległościowe prowincji Quebec). 
Na skutek dużego postępu w technice wojskowej, spowodowanej udoskonaleniem pocisków rakietowych oraz wzrostem osiągów samolotów, wkrótce po zbudowaniu „Colbert” zestarzał się moralnie. Dlatego między kwietniem 1970 a październikiem 1972 roku okręt przeszedł daleko idącą modernizację i przebudowę w Breście, po której stał się krążownikiem rakietowym (fr. croiseur lance-missiles). Zdemontowano większość uzbrojenia artyleryjskiego, zastępując je dwoma nowymi wieżami z pojedynczymi działami automatycznymi kalibru 100 mm w superpozycji na dziobie. Zamierzano także umieścić po dwie  takie armaty na burtach po bokach nadbudówki, lecz dla oszczędności pozostawiono tam po trzydwudziałowe wieże dział 57 mm. Miejsce zajmowane przez działa i dalmierze na rufie zajęła podwójna wyrzutnia pocisków przeciwlotniczych średniego zasięgu Masurca z zapasem 48 pocisków oraz jej urządzenia do kierowania ogniem i nowy maszt rufowy z radarem. Przebudowano również pomost bojowy i zmodernizowano wyposażenie elektroniczne. Zwiększono moc elektrowni okrętowej do 5000 kW i wyposażono pomieszczenia w klimatyzację. Okręt przystosowano do pełnienia funkcji okrętu flagowego, montując system informacji bojowej SENIT-1.
Po przebudowie i ponownym wejściu do służby w lipcu 1973, „Colbert” najpierw stacjonował w Breście jako okręt flagowy eskadry atlantyckiej, a następnie od 1976 do końca służby ponownie pełnił rolę okrętu flagowego eskadry śródziemnomorskiej, stacjonując w Tulonie. W 1980 roku uzbrojenie wzmocniono dodatkowo przez cztery wyrzutnie pocisków woda-woda MM 38 Exocet. Między sierpniem 1981 a listopadem 1982 roku przeszedł kolejną modernizację, w toku której zmodernizowano system przeciwlotniczy Masurca i zamontowano system łączności satelitarnej. Okręt uczestniczył w rejsach zagranicznych, m.in. do USA w 1976 (na obchody 200-lecia niepodległości), w 1988 do Australii, w maju 1990, po zakończeniu zimnej wojny, do Sewastopolu w ZSRR. Jedynym udziałem okrętu w działaniach bojowych był jego udział w I wojnie w Zatoce Perskiej od sierpnia 1990, w osłonie lotniskowca „Clemenceau” (operacja Salamandre). Planowano, że okręt pozostanie w służbie do 1997 roku, lecz po powrocie z Zatoki Perskiej, 24 maja 1991 roku okręt został wycofany ze służby. 
Od 12 czerwca 1993 roku „Colbert” przekształcony został w okręt-muzeum w Bordeaux. Muzeum zamknięto jednak z powodów finansowych pod koniec 2006 roku, po czym krążownik oczekiwał w Landévennec na złomowanie. Okręt został ostatecznie zezłomowany w 2017 roku.

## Dane techniczne
- załoga
  - początkowo: 977 (70 oficerów, 159 podoficerów, 748 marynarzy)
  - po przebudowie: 562 (25 oficerów, 208 podoficerów, 329 marynarzy)

### Uzbrojenie
1959-1970
- 16 armat uniwersalnych kalibru 127 mm model 1948 w ośmiu wieżach (8xII)
- 20 armat przeciwlotniczych 57 mm model 1951 w 10 wieżach (10xII)
- śmigłowiec HUP-2 lub Alouette II (możliwość operowania)

1972-1991

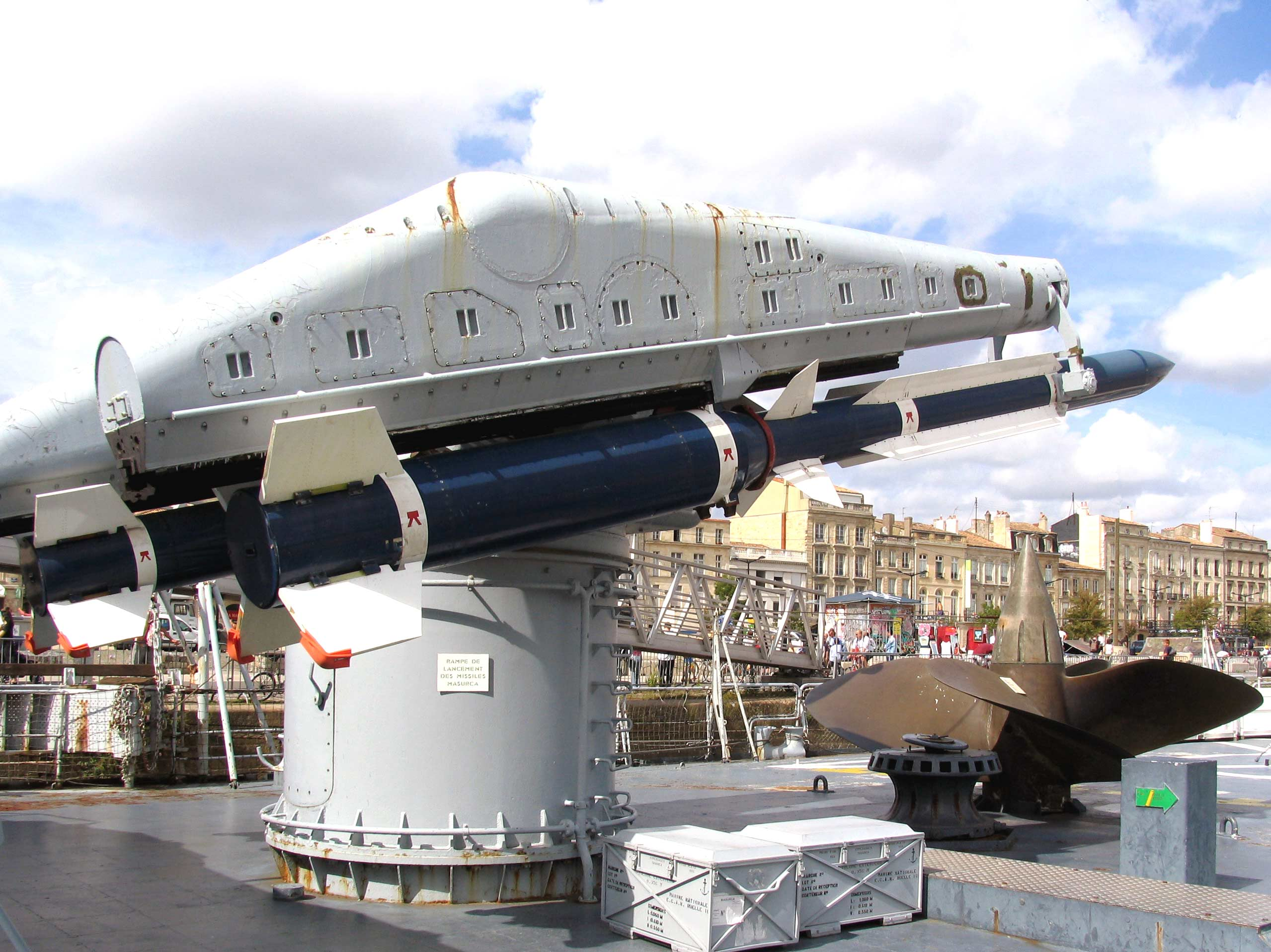
Wyrzutnia pocisków plot Masurca

- 2 pojedyncze armaty uniwersalne kalibru 100 mm L/55 Model 1964 w dwóch wieżach na dziobie (masa pocisku 13,5 kg, donośność 17 km, szybkostrzelność 60 strz/min)
- 12 armat przeciwlotniczych 57 mm model 1951 w 6 wieżach (6xII)
- 1 dwuprowadnicowa wyrzutnia kierowanych przeciwlotniczych pocisków rakietowych Masurca (zasięg do 55,6 km)
- 4 pojedyncze wyrzutnie pocisków przeciwokrętowych MM-38 Exocet (od 1980)
- 2 wkm 12,7 mm
- śmigłowiec Alouette III lub Aerospatiale Dauphin (możliwość operowania)

### Wyposażenie elektroniczne
1959-1970
- radary dozoru powietrznego DRBV 23 (na pierwszym maszcie) i DRBV 20C (na drugim maszcie)
- radar dozoru nawodnego i nawigacyjny DRBV 31 (na pierwszym maszcie)
- trójwspółrzędny radar wykrywania celów powietrznych DRBI 10B (na nadbudówce)
- 4 stacje radiolokacyjne kierowania artylerii 127 mm DRBC 31B
- 4 stacje radiolokacyjne kierowania artylerii 57 mm DRBC 31A
- systemy walki radioelektronicznej

1972-1991
- radar dozoru nawodnego DRBV 50 (na pierwszym maszcie)
- radar dozoru powietrznego DRBV 23C (na pierwszym maszcie)
- radar dozoru powietrznego DRBV 20C (na maszcie rufowym)
- trójwspółrzędny radar wykrywania celów powietrznych DRBI 10D (na maszcie głównym)
- dwie stacje radiolokacyjne kierowania pocisków przeciwlotniczych DRBR 51B na rufie
- stacja radiolokacyjna kierowania artylerii 100 mm DRBC 32C (przed nadbudówką dziobową)
- 2 stacje radiolokacyjne kierowania artylerii 57 mm DRBC 31C
- radar nawigacyjny Decca(inne języki) 1226
- systemy walki radioelektronicznej
- wyrzutnie celów pozornych Syllex
- system łączności satelitarnej Syracuse (od 1982) (2 anteny w kopułkach na nadbudówce)